# Saint-Loup, Charente-Maritime
Saint-Loup är en kommun i departementet Charente-Maritime i regionen Nouvelle-Aquitaine i västra Frankrike. Kommunen ligger  i kantonen Tonnay-Boutonne som ligger i arrondissementet Saint-Jean-d'Angély. År 2022 hade Saint-Loup 312 invånare.

## Befolkningsutveckling
Antalet invånare i kommunen Saint-Loup
Referens:INSEE